# Оз (Изер)
Оз (фр. Oz) — коммуна во Франции, находится в регионе Рона — Альпы. Департамент коммуны — Изер. Входит в состав кантона Бур-д'Уазан. Округ коммуны — Гренобль.
Код INSEE коммуны — 38289. Население коммуны на 2007 год составляло 206 человек. Населённый пункт находится на высоте от 716  до 3 320  метров над уровнем моря. Муниципалитет расположен на расстоянии около 500 км юго-восточнее Парижа, 120 км юго-восточнее Лиона, 26 км восточнее Гренобля. Мэр коммуны — Charles-André Zürcher, мандат действует на протяжении 2008—2014 гг.
Динамика населения (INSEE):